# Paracrossochilus acerus
Paracrossochilus acerus är en fiskart som beskrevs av Robert F. Inger och Chin 1962. Paracrossochilus acerus ingår i släktet Paracrossochilus och familjen karpfiskar. Inga underarter finns listade i Catalogue of Life.